# Ostrynka
Ostrynka (ryska: Острынка) är ett vattendrag i Belarus.   Det ligger i voblasten Hrodna voblast, i den västra delen av landet, 210 km väster om huvudstaden Minsk.
I omgivningarna runt Ostrynka växer i huvudsak blandskog. Runt Ostrynka är det ganska glesbefolkat, med 30 invånare per kvadratkilometer.